# Parmotrema leucosemothetum
Parmotrema leucosemothetum är en lavart som först beskrevs av Hue, och fick sitt nu gällande namn av Hale. Parmotrema leucosemothetum ingår i släktet Parmotrema och familjen Parmeliaceae.   Inga underarter finns listade i Catalogue of Life.